# Annie Dale Biddle Andrews

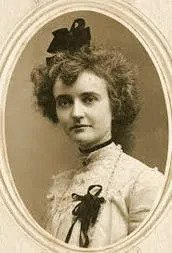
Annie Dale Biddle Andrews

 Annie Dale Biddle  (* 13. Dezember 1885 in Hanford, Kalifornien, Vereinigte Staaten; † 14. April 1940) war eine US-amerikanische Mathematikerin und Hochschullehrerin. Sie promovierte 1911 als erste Frau an der University of California in Berkeley in Mathematik.

## Leben und Werk
Dale Biddle erhielt 1908 an der University of California ihren Bachelor-Abschluss und promovierte 1911 als erste Frau in Mathematik bei Derrick Norman Lehmer an der University of California mit der Dissertation: Constructive Theory of the Unicursal Plane Quartic by Synthetic Methods. Von 1911 bis 1912 war sie Dozentin für Mathematik an der University of Washington. 1912 heiratete sie Wilhelm Samuel Andrews, mit dem sie eine Tochter und einen Sohn hatte. Zwischen 1915 und 1932 war sie zeitweise Dozentin für Mathematik an der University of California. 1933 wurde sie von ihrer Lehrtätigkeit entlassen, als die mathematische Abteilung neu organisiert wurde. Ebenfalls 1933 präsentierte sie auf einem Treffen der American Mathematical Society in Palo Alto in Kalifornien ein Forschungspapier. Das Abstract für den Vortrag wurde im AMS Bulletin (Vol. 39 (1933), 205–206) veröffentlicht. Ab 1936 interessierte sie sich neben ihrer mathematischen Forschung aktiv für öffentliche Angelegenheiten und Wohltätigkeitsorganisationen.

## Veröffentlichungen
- 1912: Constructive theory of the universal plane quartic by synthetic methods, Berkeley, Publications Univ. California
- 1933: The space quartic of the second kind by synthetic methods, Bulletin A. M. S., 205–206